# Джуржевка
Джуржевка (укр. Джуржівка) — село в Новоушицком районе Хмельницкой области Украины.
Население по переписи 2001 года составляло 192 человека. Почтовый индекс — 32610. Телефонный код — 3847. Занимает площадь 1,513 км². Код КОАТУУ — 6823382003.

## Местный совет
32610, Хмельницкая обл., Новоушицкий р-н, с. Глебов